# Pedro Hernández Mateo
Pedro Hernández Mateo (Torrevella, 1948) és un polític valencià, alcalde de Torrevella (Baix Segura) des del 1988 fins al 2011. Militant del Partit Popular (PP), és diputat a les Corts Valencianes des del 1991 fins al 2012, quan renuncia a l'acta de diputat després d'haver estat declarat culpable dels delictes de falsedat en document públic i prevaricació i estat condemnat a tres anys de presó i nou anys d'inhabilitació per a ser alcalde o càrrec electiu local.
Hernández Mateo s'inicia en política el 1984, quan es creà l'agrupació local d'Alianza Popular i encapçalà la candidatura a les eleccions locals de 1987 quedant en segona posició per darrere del PSPV. Ambdues forces polítiques pactaren la formació de govern i Pedro Hernández fou elegit regidor d'educació. Només 10 mesos més tard Pedro Hernández presentà una moció de censura contra l'alcalde socialista Joaquín Garcia amb el suport del partit independent Unidad Torreviejense, el Centre Democràtic i Social i la regidora exsocialista Rosa Mazón. Des d'aleshores fins a les eleccions del 2011 en les quals decidí no tornar a presentar-se, Pedro Hernández Mateo guanyà amb majories absolutes totes les eleccions locals.
Ha estat diputat a les Corts Valencianes a les eleccions de 1991, 1995, 1999, 2003, 2007 i 2011. A més és membre del Comitè Executiu Regional del PP i de la Junta Directiva Nacional del PP.

## Corrupció política
Pedro Hernández Mateo ha estat imputat tres vegades en diversos casos, el darrer per presumpte delicte electoral a la campanya del 2011 en la qual organitzà un mítin no autoritzat per la Junta Electoral. També el 2011 ha estat imputat pel presumpte delicte de tràfic d'influències, per la plusvàlua que suposadament va obtenir amb la compravenda d'una finca rústica i que podria ascendir a més de cinc milions d'euros; i la tercera per un suposat delicte de prevaricació i falsedat en l'adjudicació de la contracta de les escombraries del municipi.

### Cas de la contracta del fem de Torrevella
Ha estat jutjat per la Sala Civil i Penal del Tribunal Superior de Justícia de la Comunitat Valenciana acusat dels delictes de falsedat en document públic i prevaricació en la contracta del fem de Torrevella.
El 31 d'octubre de 2012, el judici queda vist per a sentència.
El 30 de novembre de 2012, és declarat culpable dels delictes de falsedat en document públic i prevaricació i és condemnat a tres anys de presó i nou anys d'inhabilitació per a ser alcalde o càrrec electiu local.
El 4 de desembre de 2012 renuncia a l'acta de diputat a les Corts Valencianes.
L'11 de desembre de 2013, el TSJCV suspèn el seu ingrés en presó en espera de la resolució de la seua petició d'indult.
El 22 de gener de 2014, el TSJCV informa el Ministeri de Justícia contra la concessió d'indult.

### Cas de la compravenda de finques a Almoradí i Sant Miquel de les Salines
Està imputat pels presumptes delictes de tràfic d'influències i ús privilegiat d'informació en la compravenda d'unes finques que li reportà una pluvàlua de 5,2 milions d'euros. S'està investigant si va pressionar l'alcalde d'Almoradí perquè recalificara la finca rústica propietat de Pedro Ángel Hernández Mateo.